# NBA Community Assist Award

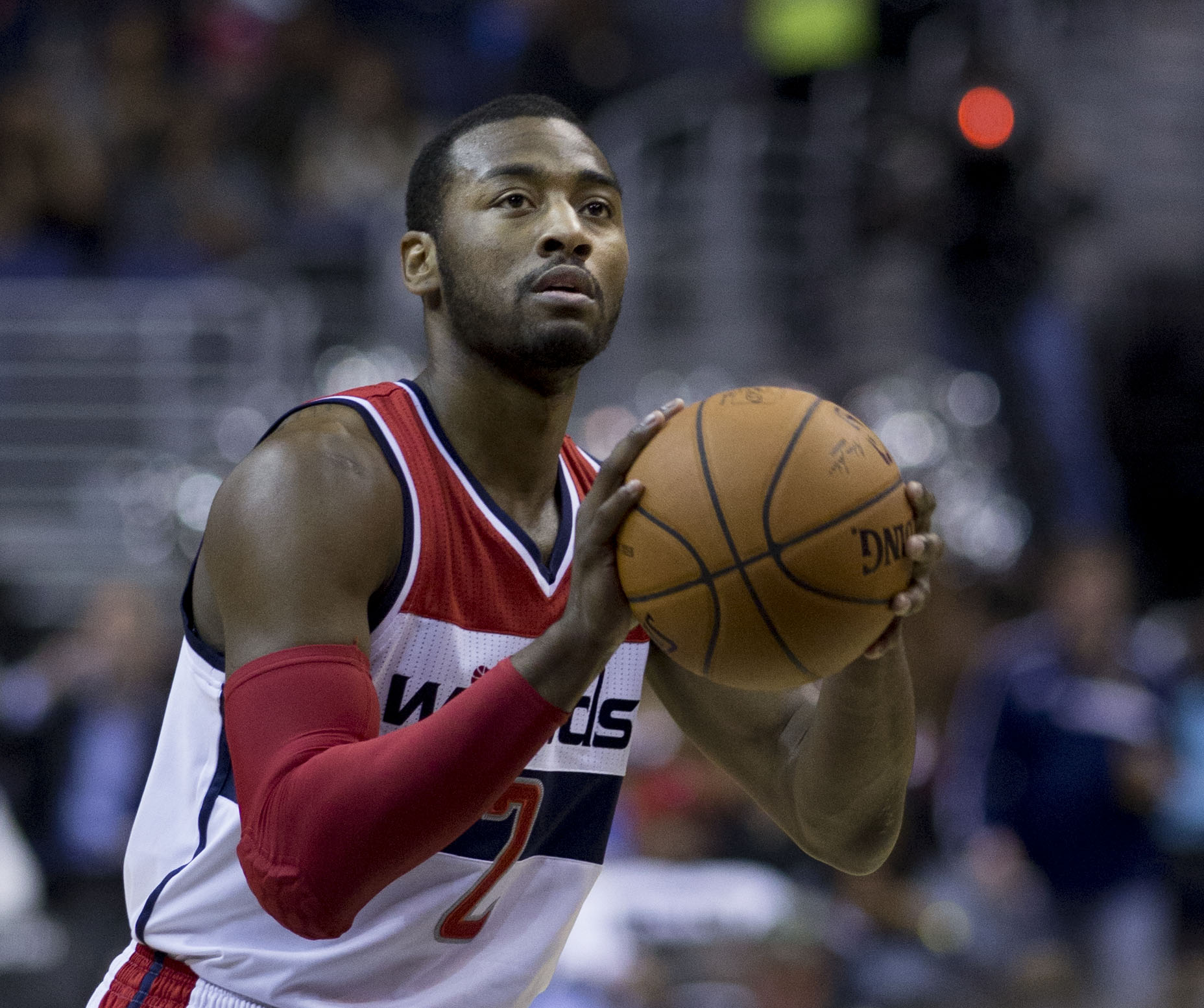
John Wall, ganador de este galardón en la temporada 2015-2016, durante un partido con los Washington Wizards.

La NBA otorga el galardón Community Assist Award por participación comunitaria, actividad filantrópica y trabajo de caridad. Es un premio mensual, pero también se han entregado premios de temporada y fuera de temporada. En algunos casos se han otorgado múltiples premios en el mismo mes. El premio está patrocinado por Kia Motors y forma parte del programa NBA Cares. En la temporada 2012-13 el premio de toda la temporada iba acompañado de una donación de 25.000 dólares de Kia y la NBA a una organización benéfica elegida por los destinatarios.

## Placa David Robinson
El ganador del premio recibe una placa dedicada a David Robinson. La placa lleva la siguiente inscripción: "Siguiendo el estándar establecido por la leyenda de la NBA David Robinson, quien mejoró la comunidad pieza por pieza".

## Ganadores

### Ganadores mensuales
Temporada 2001-02
- Jerry Stackhouse (Octubre)
- Shareef Abdur-Rahim (Noviembre)
- Eric Snow (Diciembre)
- Adonal Foyle (Enero)
- Kevin Garnett (Febrero)
- Desmond Mason (Marzo)
- Shane Battier (abril)
- Reggie Miller (Mayo)
- Antoine Walker (Junio)
- Jason Terry (Julio)
- Shawn Marion (Agosto)
- P. J. Brown (Septiembre)

Temporada 2002-03
- Todd MacCulloch (Octubre)
- Michael Finley (Noviembre)
- Michael Curry (Diciembre)
- Malik Rose (Enero)
- Chris Webber (Febrero)
- Darrell Armstrong (Marzo)
- Allan Houston (abril)
- Jerry Stackhouse (Mayo)
- Troy Hudson (Junio-Project Salute)
- Ervin Johnson (Junio-Project Salute)
- Mark Madsen (Junio-Project Salute)
- Cherokee Parks (Junio-Project Salute)
- Shawn Marion (Junio-Project Salute)
- Antawn Jamison (Julio)
- Jalen Rose (Agosto)
- Dikembe Mutombo (Septiembre)

Temporada 2003-04
- Rashard Lewis (Octubre)
- Aaron McKie (Noviembre)
- Marc Jackson (Noviembre)
- Jermaine O'Neal (Diciembre)
- Karl Malone (Enero)
- Dirk Nowitzki (Febrero)
- Carlos Boozer (Marzo)
- Derek Fisher (abril)
- Lamar Odom (Mayo)
- Kurt Thomas (Junio)
- Allen Iverson (Julop)
- Carmelo Anthony (Agosto-Equipo USA)
- Carlos Boozer (Agosto-Equipo USA)
- Tim Duncan (Agosto-Equipo USA)
- Allen Iverson (Agosto-Equipo USA)
- LeBron James (Agosto-Equipo USA)
- Richard Jefferson (Agosto-Equipo USA)
- Stephon Marbury (Agosto-Equipo USA)
- Shawn Marion (Agosto-Equipo USA)
- Lamar Odom (Agosto-Equipo USA)
- Emeka Okafor (Agosto-Equipo USA)
- Amar'e Stoudemire (Agosto-Equipo USA)
- Dwyane Wade (Agosto-Equipo USA)
- Adonal Foyle (Septiembre)

Temporada 2004-05
- Damon Stoudamire (Octubre)
- Steven Hunter (Noviembre)
- Marc Jackson (Noviembre)
- Shaquille O'Neal (Diciembre)
- Marcus Camby (Enero)
- Rasheed Wallace (Febrero)
- Bruce Bowen (Marzo)
- Derek Fisher (abril)
- Jerome Williams (Mayo)
- Chris Bosh (Junio)
- Vince Carter (Julio)
- Gilbert Arenas (Agosto)
- Jugadores de la NBA involucrados en los esfuerzos de recuperación del Huracán Katrina (Septiembre)

Temporada 2005-06
- Drew Gooden (Octubre)
- Kevin Garnett (Noviembre)
- Chris Webber (Diciembre)
- Bruce Bowen (Enero)
- Charlie Villanueva (Febrero)
- Raja Bell (Marzo)
- Rasheed Wallace (abril)
- Theo Ratliff (Mayo)
- LeBron James (Junio)
- Alonzo Mourning (Julio)
- Bo Outlaw (Agosto)
- Chris Paul (Septiembre)

Temporada 2006-07
- Eric Snow (Octubre)
- Marcus Banks (Noviembre)
- Jermaine O'Neal (Diciembre)
- Rasual Butler (Enero)
- Greg Buckner (Febrero)
- Al Harrington (Marzo)
- Luol Deng (abril)
- Mike Miller (Mayo)
- Caron Butler (Junio)
- Dwight Howard (Julop)
- Dwyane Wade (Agosto)
- Emeka Okafor (Septiembre)

Temporada 2007-08
- Jamal Crawford (Octubre)
- Chris Duhon (Noviembre)
- Dirk Nowitzki (Diciembre)
- Tracy McGrady (Enero)
- Al Horford (Febrero)
- Stephen Jackson (Marzo)
- Kevin Garnett (abril)
- Mike Miller (Mayo)
- LeBron James (Junio)
- Alonzo Mourning (Julio)
- Charlie Villanueva (Agosto)
- Chris Paul (Septiembre)

Temporada 2008-09
- Amar'e Stoudemire (Octubre)
- Jason Terry (Noviembre)
- Peja Stojaković (Diciembre)
- Dwight Howard (Enero)
- Samuel Dalembert (Febrero)
- Devin Harris (Marzo)
- Leon Powe (abril)
- Daequan Cook (fuera de temporada)

Temporada 2009-10
- Dwight Howard (Octubre)
- Shaquille O'Neal (Noviembre)
- Jason Kidd (Diciembre)
- Samuel Dalembert (Enero)
- Ronny Turiaf (Febrero)
- Rudy Gay (Marzo)
- Juwan Howard (abril)
- Dwyane Wade (fuera de temporada)

Temporada 2010-11
- Chris Paul (Octubre)
- Deron Williams (Noviembre)
- Zach Randolph (Diciembre)
- Ray Allen (Enero)
- Brandon Jennings (Febrero)
- Al Horford (Marzo)

Temporada 2011-12
- Wesley Matthews (Febrero)
- Gerald Henderson (Marzo)
- Rudy Gay (abril)
- Pau Gasol (Mayo)

Temporada 2012-13
- Deron Williams (Noviembre)
- Kevin Love (Diciembre)
- Zach Randolph (Enero)
- Kenneth Faried (Febrero)
- Damian Lillard (Marzo)
- Chris Paul (abril)

Temporada 2013-14
- George Hill (Octubre)[16]
- Zach Randolph (Noviembre)[17]
- Rajon Rondo (Diciembre)[18]
- Stephen Curry (Enero)[19]
- Anthony Davis (Febrero)[20]
- Dwight Howard (Marzo)[21]

Temporada 2014-15
- Russell Westbrook (Octubre)
- Klay Thompson (Noviembre)
- Ben McLemore (Diciembre)
- Anthony Davis (Enero)
- Joakim Noah (Febrero)
- Tobias Harris (Marzo)
- Chris Paul (abril)

Temporada 2015-16
- John Wall (Octubre)
- Carmelo Anthony (Noviembre)
- Victor Oladipo (Diciembre)
- Mike Conley (Enero)
- Andre Drummond (Febrero)
- Anthony Davis (Marzo)
- Zach LaVine (abril)

Temporada 2016-17
- Tobias Harris (Octubre)
- CJ McCollum (Noviembre)
- Isaiah Thomas (Diciembre)
- Zach Randolph (Enero)
- Elfrid Payton (Febrero)
- Jrue Holiday (Marzo)
- Jimmy Butler (abril)

Temporada 2017-18
- DeMarcus Cousins (fuera de temporada)
- JJ Barea (Octubre)
- Ricky Rubio (Noviembre)
- LeBron James (Diciembre)
- Kevin Durant (Enero)
- CJ McCollum (Febrero)
- Dwyane Wade (Marzo)

Temporada 2018-19
- LeBron James (fuera de temporada)
- Dwight Powell (Octubre)
- Damian Lillard (Noviembre)
- Khris Middleton (Diciembre)
- Mike Conley (Enero)
- Pascal Siakam (Febrero)
- Jarrett Allen (Marzo)

Temporada 2019-20
- Gorgui Dieng (fuera de temporada)
- Kevin Love (Octubre)
- Devin Booker (Noviembre)
- DeAndre Jordan (Diciembre)
- Trae Young (Enero)
- Langston Galloway (Febrero)

Temporada 2020-21
- Donovan Mitchell (fuera de temporada)[28]
- Jrue Holiday y Josh Richardson (Enero)[29]
- Patty Mills (Febrero)[30]
- Joel Embiid (Marzo)[31]
- Damian Lillard (abril)[32]
- Devin Booker (Mayo)[33]

Temporada 2021-22
- Ricky Rubio (fuera de temporada)[34]
- Tobias Harris (Octubre)[35]
- Karl-Anthony Towns (Noviembre)[36]
- Jaren Jackson Jr. (Diciembre)[37]

### Ganadores del premio de toda la temporada
- Pau Gasol (2011–12)[38]
- Dwyane Wade (2012–13)[2]
- Stephen Curry (2013–14)[39]
- Russell Westbrook (2014–15)[40]
- John Wall (2015–16)[41]
- Isaiah Thomas (2016–17)[42]
- Kevin Durant (2017–18)
- Bradley Beal (2018–19)
- Harrison Barnes, Jaylen Brown, George Hill, Chris Paul, Dwight Powell (2019–20)[43]
- Devin Booker (2020–21)[44]
- Gary Payton II (2021–22)[45]